# Pereskiopsis spathulata
Pereskiopsis spathulata ist eine Pflanzenart in der Gattung Pereskiopsis aus der Familie der Kakteengewächse (Cactaceae).

## Beschreibung
Pereskiopsis spathulata wächst strauchig, ist nur wenig verzweigt und erreicht Wuchshöhen von 1 bis 2 Meter. Die überhängenden Triebe sind fein bereift. Die keilförmige Blattspreite der dicken Laubblätter ist 2 bis 2,5 Zentimeter lang. Die Areolen sind mit braunen Glochiden besetzt. Die ein bis zwei steifen Dornen sind weiß mit einer dunkleren Spitze und bis zu 2,5 Zentimeter lang.
Die Blüten sind rot. Über die Früchte ist nichts bekannt.
Pereskiopsis spathulata ist ein Synonym von Pereskiopsis diguetii.

## Verbreitung und Systematik
Pereskiopsis spathulata ist in Mexiko verbreitet. Das genaue Verbreitungsgebiet ist unklar.
Die Erstbeschreibung als Pereskia spathulata erfolgte 1837 durch Ludwig Georg Karl Pfeiffer. Nathaniel Lord Britton und Joseph Nelson Rose stellten die Art 1907 in die von ihnen neu aufgestellte Gattung Pereskiopsis. Ein Synonym ist Opuntia spathulata (Otto ex Pfeiff.) F.A.C.Weber.

## Nachweise